# Barisal Sadar
Hizla Upazila (en bengali : বরিশাল সদর) est une upazila du Bangladesh dans le district de Barisal. En 1991, on y dénombrait 414 281 habitants.